# Tristão Vaz Teixeira de Bettencourt da Câmara
Tristão Vaz Teixeira de Bettencourt da Câmara ComNSC (Funchal, 1848 - Funchal, 20 de Outubro de 1903), 1.º Barão de Jardim do Mar, foi um empresário jornalista português.

## Família
Filho de José Manuel da Câmara (Funchal, Sé, 4 de Abril de 1813 - ?) e de sua mulher Efigénia Constança Moniz de Meneses.

## Biografia
Foi Funcionário Aduaneiro e Diretor e Proprietário do Diário de Notícias da Madeira, do Funchal.
O título de 1.º Barão de Jardim do Mar foi-lhe concedido por D. Carlos I de Portugal em 1896.
Comendador da Ordem de Nossa Senhora da Conceição de Vila Viçosa em 1901.

## Casamento e sucessão
Casou com Sarah de Vasconcelos do Couto Cardoso, filha de Francisco João de Vasconcelos do Couto Cardoso (Funchal, São Pedro, 19 de Abril de 1824 - ?), Senhor do Morgado de Jardim do Mar, e de sua mulher (Funchal, Monte, 27 de Junho de 1846) Luísa de Oliveira; neta paterna de Francisco João de Vasconcelos do Couto Cardoso, Senhor do Morgado de Jardim do Mar e outros vínculos na Ilha da Madeira (irmão mais velho de José Augusto de Vasconcelos, que faleceu solteiro na América do Norte, de Carlota de Vasconcelos, falecida solteira a 31 de Dezembro de 1881 e de Maria de Vasconcelos, falecida solteira a 26 de Outubro de 1890), e de sua mulher (1822), de quem foi primeiro marido, Carlota de Ornelas Frazão do Carvalhal (28 de Dezembro de 1800 - 23 de Outubro de 1863), casada segunda vez com o 1.º Barão de São Pedro; neta materna de Francisco de Oliveira e de sua mulher Maria Cândida Correia; e bisneta de António Joaquim de Vasconcelos Bettencourt e Couto Cardoso, Morgado, e de sua mulher Joana Francisca de Ornelas do Carvalhal Esmeraldo; sem geração.
A sucessão no título passou para seu irmão José de Bettencourt da Câmara de Matos Noronha e Meneses, casado com Júlia Amália de Freitas e Albuquerque, filha de Júlio de Freitas e Albuquerque e de sua primeira mulher (1841) Maria de Freitas e Bettencourt, com geração.